# Campeonato da Oceania Juvenil de Atletismo de 2004
O Campeonato da Oceania Juvenil de Atletismo de 2004 foi a 7ª edição da competição organizada pela Associação de Atletismo da Oceania para atletas com menos de 18 anos, classificados como juvenil. O campeonato foi realizado entre os dias 16 a 18 de dezembro de 2004. Teve como sede o Townsville Sports Reserve, na cidade de Townsville, na Austrália, sendo disputadas 35 provas (18 masculino e 17 feminino). Teve como destaque a Austrália com 42 medalhas sendo 15 de ouro.

## Medalhistas
Resultados completos podem ser encontrados no site da Athletics Weekly,  na história mundial do atletismo júnior.  e na Ligue de Nouvelle Calédonie Athlétisme,  órgão que regulamenta o atletismo na Nova Caledônia.

### Masculino
| Evento                   | Ouro                                                                      | Ouro    | Prata                                                                          | Prata   | Bronze                                                                            | Bronze  |
| ------------------------ | ------------------------------------------------------------------------- | ------- | ------------------------------------------------------------------------------ | ------- | --------------------------------------------------------------------------------- | ------- |
| 100 metros               | Lars Hansen · Austrália                                                   | 11.14 w | Craig Sneddon · Nova Zelândia                                                  | 11.16 w | Andrew Doonar · Papua-Nova Guiné                                                  | 11.22 w |
| 200 metros               | Craig Sneddon · Nova Zelândia                                             | 22.36   | Andrew Doonar · Papua-Nova Guiné                                               | 22.52   | Lars Hansen · Austrália                                                           | 22.65   |
| 400 metros               | Jackson Mallory · Austrália                                               | 50.15   | Sammy Sasama · Papua-Nova Guiné                                                | 52.52   | Michael Currie · Austrália                                                        | 52.64   |
| 800 metros               | Michael Christmas · Nova Zelândia                                         | 1:57.57 | Jackson Mallory · Austrália                                                    | 2:00.93 | Jay Rex Hagaria · Ilhas Salomão                                                   | 2:01.63 |
| 1 500 metros             | Terefe Ejigu · Nova Zelândia                                              | 4:00.73 | Michael Christmas · Nova Zelândia                                              | 4:08.07 | Om Halliday · Austrália                                                           | 4:14.56 |
| 3 000 metros             | Terefe Ejigu · Nova Zelândia                                              | 8:41.04 | Om Halliday · Austrália                                                        | 9:25.34 | Andrew Kittle · Austrália                                                         | 9:35.35 |
| 110 metros barreiras     | Viliami Hakalo · Tonga                                                    | 14.52 w | Andrew Yong · Austrália                                                        | 14.72 w | Anthony McLellan · Nova Zelândia                                                  | 15.05 w |
| 400 metros barreiras     | Anthony McLellan · Nova Zelândia                                          | 55.27   | Viliami Hakalo · Tonga                                                         | 56.12   | Inoke Finau · Tonga                                                               | 58.43   |
| Revezamento medley 800 m | Austrália · Lars Hansen · Julius Nyambane · Andrew Yong · Jackson Mallory | 1:33.59 | Papua-Nova Guiné · Daniel Bailey · Sammy Sasama · Andrew Doonar · Andrew Yeweh | 1:37.45 | Nova Zelândia · Anthony McLellan · Kieran Fowler · Craig Sneddon · Brendan Albrey | 1:37.46 |
| Salto em altura          | Robert Crowther · Austrália                                               | 1.95    | David Thompson · Nova Zelândia                                                 | 1.95    | Stellio Tauraa · Polinésia Francesa                                               | 1.85    |
| Salto com vara           | Brendan Albrey · Nova Zelândia                                            | 3.20    | Carl Dorman · Austrália                                                        | 2.60    |                                                                                   |         |
| Salto em comprimento     | Robert Crowther · Austrália                                               | 6.81 w  | David Thompson · Nova Zelândia                                                 | 6.76 w  | Kainrick Ozoux · Nova Caledônia                                                   | 6.55    |
| Salto triplo             | Robert Crowther · Austrália                                               | 14.92   | Kainrick Ozoux · Nova Caledônia                                                | 14.33 w | Jacques Xeniatre · Nova Caledônia                                                 | 14.27   |
| Arremesso de peso        | Tumatai Dauphin · Polinésia Francesa                                      | 17.63   | Stephen Lasei · Samoa                                                          | 17.04   | Bart Atherinos · Austrália                                                        | 15.08   |
| Lançamento de disco      | Stephen Lasei · Samoa                                                     | 50.90   | Bart Atherinos · Austrália                                                     | 50.53   | Erwan Cassier · Nova Caledônia                                                    | 50.35   |
| Lançamento do martelo    | Erwan Cassier · Nova Caledônia                                            | 53.97   | Richard Mavor · Nova Zelândia                                                  | 52.50   | Tomasi-Petelo Toto · Nova Caledônia                                               | 52.46   |
| Lançamento do dardo      | Adam Montague · Austrália                                                 | 64.78   | David Thompson · Nova Zelândia                                                 | 56.18   | Michael Browne · Nova Zelândia                                                    | 54.14   |
| Pentatlo                 | Kieran Fowler · Nova Zelândia                                             | 3199    | Carl Dorman · Austrália                                                        | 2606    |                                                                                   |         |

### Feminino
| Evento                   | Ouro                                                                     | Ouro     | Prata                                                                       | Prata    | Bronze                                                                       | Bronze   |
| ------------------------ | ------------------------------------------------------------------------ | -------- | --------------------------------------------------------------------------- | -------- | ---------------------------------------------------------------------------- | -------- |
| 100 metros               | Amilia Wallace · Austrália                                               | 12.29    | Patiola Pahulu · Tonga                                                      | 12.59    | Mystique Jones · Nauru                                                       | 12.82    |
| 200 metros               | Miriama Radiniwaimaro · Fiji                                             | 25.18    | Toea Wisil · Papua-Nova Guiné                                               | 25.91    | Rachael Cullen · Austrália                                                   | 26.00    |
| 400 metros               | Miriama Radiniwaimaro · Fiji                                             | 57.72    | Toea Wisil · Papua-Nova Guiné                                               | 58.82    | Sarah Maher · Austrália                                                      | 59.83    |
| 800 metros               | Kate Johnston · Austrália                                                | 2:16.03  | Angela Hallam · Austrália                                                   | 2:22.56  | Cécilia Kumalamelame · Papua-Nova Guiné                                      | 2:29.43  |
| 1 500 metros             | Kate Johnston · Austrália                                                | 4:44.21  | Angela Hallam · Austrália                                                   | 4:55.04  | Kavita Maharaj · Fiji                                                        | 5:13.92  |
| 3 000 metros             | Leana Peters · Guam                                                      | 12:01.55 | Nicole Layson · Guam                                                        | 12:07.89 | June Fataea · Ilhas Salomão                                                  | 12:33.41 |
| 100 metros barreiras     | Rachael Cullen · Austrália                                               | 14.52 w  | Fiona Morrison · Nova Zelândia                                              | 14.66 w  | Helaina Bannister · Austrália                                                | 14.81 w  |
| 400 metros barreiras     | Fiona Morrison · Nova Zelândia                                           | 65.03    | Chloe Butler · Austrália                                                    | 65.37    | Rachel Phillips · Austrália                                                  | 67.44    |
| Revezamento medley 800 m | Austrália · Amilia Wallace · Narelle Long · Rachael Cullen · Sarah Maher | 1:49.76  | Papua-Nova Guiné · Liberty Dubo · Jacinta Langa · Toea Wisil · Sharon Henry | 1:52.04  | Nova Zelândia · Kylie Adams · Jenna Erkila · Fiona Morrison · Nicole Jenness | 1:52.65  |
| Salto em altura          | Kiri Kendall · Nova Zelândia                                             | 1.72     | Amanda West · Austrália                                                     | 1.60     | Hailee Haigh · Austrália                                                     | 1.55     |
| Salto em comprimento     | Amanda West · Austrália                                                  | 5.78 w   | Kiri Kendall · Nova Zelândia                                                | 5.60     | Fanny See · Nova Caledônia                                                   | 5.55     |
| Salto triplo             | Kiri Kendall · Nova Zelândia                                             | 11.72    | Amanda West · Austrália                                                     | 10.83 w  | Kimberley Hinschen · Austrália                                               | 10.28    |
| Arremesso de peso        | Cindy Toluafe · Nova Caledônia                                           | 12.20    | Danielle Volling-Geoghegan · Austrália                                      | 10.76    | Megan Parkhill · Nova Zelândia                                               | 10.66    |
| Lançamento de disco      | Cindy Toluafe · Nova Caledônia                                           | 41.19    | Danielle Volling-Geoghegan · Austrália                                      | 40.87    | Brooke Reynolds · Austrália                                                  | 39.77    |
| Lançamento do martelo    | Kirstin Faint · Austrália                                                | 41.08    | Jess Charlesworth · Nova Zelândia                                           | 37.23    | Suzy Vercoe · Ilha Norfolk                                                   | 35.25    |
| Lançamento do dardo      | Rachel Phillips · Austrália                                              | 38.96    | Katherine Henley · Austrália                                                | 38.55    | Tekura Kaukura · Ilhas Cook                                                  | 33.04    |
| Pentatlo                 | Kylie Adams · Nova Zelândia                                              | 2335     | Kaati Malua · Tonga                                                         | 1854     | Kimberley Hinschen · Austrália                                               | 1839     |

## Quadro de medalhas (não oficial)
| Ordem | País               | Medalha de ouro | Medalha de prata | Medalha de bronze | Total |
| ----- | ------------------ | --------------- | ---------------- | ----------------- | ----- |
| 1     | Austrália          | 15              | 14               | 13                | 42    |
| 2     | Nova Zelândia      | 11              | 9                | 5                 | 25    |
| 3     | Nova Caledônia     | 3               | 1                | 5                 | 9     |
| 4     | Fiji               | 2               | 0                | 1                 | 3     |
| 5     | Tonga              | 1               | 3                | 1                 | 5     |
| 6     | Guam               | 1               | 1                | 0                 | 2     |
| 6     | Samoa              | 1               | 1                | 0                 | 2     |
| 8     | Polinésia Francesa | 1               | 0                | 1                 | 2     |
| 9     | Papua-Nova Guiné   | 0               | 6                | 2                 | 8     |
| 10    | Ilhas Salomão      | 0               | 0                | 2                 | 2     |
| 11    | Ilhas Cook         | 0               | 0                | 1                 | 1     |
| 11    | Nauru              | 0               | 0                | 1                 | 1     |
| 11    | Ilha Norfolk       | 0               | 0                | 1                 | 1     |
| Total | Total              | 35              | 35               | 33                | 103   |

## Participantes (não oficial)
Uma contagem não oficial rende o número de cerca de 135 atletas de 19 nacionalidades.
| - Samoa Americana (8) - Austrália (32) - Ilhas Cook (5) - Fiji (3) - Polinésia Francesa (4) - Guam (5) - Kiribati (6) | - Estados Federados da Micronésia (2) - Nauru (5) - Nova Caledônia (10) - Nova Zelândia (16) - Ilha Norfolk (3) - Marianas Setentrionais (4) | - Palau (2) - Papua-Nova Guiné (9) - Samoa (5) - Ilhas Salomão (6) - Tonga (8) - Vanuatu (2) |